# Iku-Turso
Iku-Turso ([ˈikuˌturso]; "il Turso eterno", anche conosciuto come Iku-Tursas, Iki-Tursas, Meritursas, Tursas e Turisas) è un malvagio mostro marino della mitologia finlandese. Come la maggior parte degli altri esseri mitici finlandesi, Iku-Turso resta poco conosciuto.

## Descrizione
Le sue fattezze restano poco definite, tuttavia viene indicato con diversi epiteti che aiutano a ricostruirne l'aspetto: partalainen (colui che vive sul confine, o in alternativa, il barbuto), Tuonen härkä (il bue di Tuoni, la Morte), tuhatpää (colui dalle mille teste), tuhatsarvi (colui dalle mille corna). Viene alcune volte indicato come un essere che vive a Pohjola, forse perché Pohjola viene spesso percepita come la dimora di tutti i mali.
In alcune versioni della leggenda La nascita delle Nove Malattie Iku-Turso viene citato come il padre delle Nove malattie insieme a Loviatar, la figlia cieca di Tuoni, il dio della morte. I giganti scandinavi thurs avevano l'abilità di scagliare frecce che provocavano negli umani terribili malattie. Ciò, unito al fatto che la parola thurs somiglia a Tursas, ha dato vita alla credenza che i due termini fossero correlati. Alcuni runi antichi narrano come Meritursas partalainen avesse reso fertile la Vergine dell'Aria (Ilman impi, Ilmatar) e come questa avesse dato alla luce Väinämöinen, che sarebbe diventato una creatura primordiale.

## Dio della guerra?
Nella lista di divinità della regione della Tavastia redatta da Mikael Agricola, questo personaggio mitologico viene indicato come un dio della guerra: Turisas voiton antoi sodast (Turisas, colui che porta la vittoria in guerra). È possibile che questo dio sia lo stesso che il dio scandinavo della guerra Týr. Generalmente le guerre nella regione tendevano ad essere per lo più assedi intorno a fortezze, ed egli aveva forse portato la vittoria con un'epidemia che devastò l'esercito invasore nemico.

## Iku-Turso nel Kalevala
È menzionato molte volte nel poema nazionale finnico, il Kalevala.
Väinämöinen e Sampsa Pellervoinen furono i primi a lavorare la terra per renderla piena di vegetazione, alla prima ispezione del vecchio eroe trovò un terreno pieno di giovani germogli e alberi già cresciuti. Tra tutta la vegetazione solo la quercia non era ancora spuntata dal suolo, e così ancora dopo una settimana.
Nel secondo canto Iku-Turso emerse dalle acque, raccolse il fieno e l'erba falciata dai prati, e la incendiò ottenendone cenere in mezzo a cui nascose una ghianda con una piccola fogliolina. Dalla ghianda nacque un germoglio che presto crebbe a dismisura innalzandosi verso il cielo e distendendo i rami fino a coprire il mondo intero ed offuscare il sole e la luna e fermare la discesa della neve.
| Dall'Oceano emerse un gigante,        | Dalla ghianda, rapidamente germogliata    |
| Il forte Turso, alto e robusto,       | Nasce la quercia, alta e imponente,       |
| Pigiò saldamente tutte le erbe,       | Dalla terra nutrita dalle ceneri,         |
| Che le fanciulle avevano rastrellato, | Nuovamente rastrellata dalle naiadi;      |
| Quando accende un fuoco in loro,      | Si propagano molti rami della quercia     |
| E le fiamme si proiettano al cielo,   | Si circonda di un'ampia corona,           |
| Fino a ridurre le andane in cenere,   | Cresce al di sopra delle nubi tempestose; |
| Solo la cenere adesso rimane          | Distende lontano i suoi rami,             |
| Delle erbe radunate assieme.          | Ferma le bianche nuvole nel loro percorso |
| Nelle ceneri delle andane,            | Coi suoi rami nasconde la luce del sole,  |
| Il gigante tenere foglie pone,        | Con le sue molte foglie, i raggi lunari,  |
| Nelle foglie pianta una ghianda,      | E la luce del sole muore in cielo         |

In seguito, Iku-Turso viene evocato da Louhi, la Signora del Nord, per fermare il furto di un artefatto magico, il Sampo. Väinämöinen, il capo dei saccheggiatori, prende Iku-Turso per le orecchie e, usando una formula magica, lo costringe a non tornare mai più dal fondo del mare.
| Wainamoinen, coraggioso e forte,              | Interrogato la seconda volta il mostro,     | Alle genti di Wainola,                   |
| Acciuffa veloce il mostro acquatico,          | Insistentemente lo inquisì una terza volta: | Mai finché luccica la luce lunare        |
| Lo solleva per le orecchie e chiede:          | "Iku-Turso, figlio dell'età dell'oro,       | Nelle colline di Kalevala!"              |
| "Iku-Turso, figlio dell'età dell'oro,         | Perché sei emerso dalle acque,              |                                          |
| Perché sei emerso dall'azzurro mare?          | Per quale motivo hai lasciato il mare blu?  | Quindi il cantore, Wainamoinen,          |
| Per qual motivo hai lasciato il tuo castello, | Iku-Turso diede la sua risposta:            | Liberò il mostro, Iku-Turso,             |
| Mostrandoti ai potenti eroi,                  | Per questo motivo lasciai il mio castello   | Lo mandò nel suo castello inabissato,    |
| Agli eroi di Wainola?"                        | Sotto i flutti tumultuosi:                  | Disse queste parole a lui partente:      |
|                                               | Sono venuto con l'intento                   | "Iku-Turso, figlio dell'età dell'oro,    |
| Iku-Turso, figlio dell'età dell'oro,          | Di annientare gli eroi di Kalew,            | Non emergere mai più dall'oceano,        |
| Mostro oceanico, non manifestò                | E restituire il magico Sampo                | Non permettere più che gli eroi del Nord |
| Né piacere, né spiacere,                      | Alle genti di Pohyola.                      | Vedano il tuo viso sopra il mare         |
| E nemmeno ebbe paura,                         | Se mi renderai la libertà,                  | Mai più Iku-Turso                        |
| Non diede risposta all'eroe.                  | Risparmierai la vita, da pena e dolore,     | emerga dal livello dell'oceano;          |
|                                               | Subito invertirò la mia direzione,          | Mai più debbano i marinai del Nord       |
| Dopo di che l'antico bardo,                   | Per non mostrar mai più il mio volto        | Vedere la testa di questo mostro marino. |

## Curiosità

Due varianti del tursaansydän (cuore di Tursas), conosciuto anche come mursunsydän (cuore di tricheco), un simbolo magico scandinavo usato con funzione benaugurante.

- La leggenda del mitico Iku-Turso ha ispirato il nome in finlandese della piovra, un animale ignoto agli antichi finnici che oggi viene appunto denominato Tursas.
- Uno dei 5 sottomarini utilizzati dalla Finlandia durante la Seconda guerra mondiale era chiamato Iku-Turso. Finita la guerra l'Unione Sovietica negò alla Finlandia l'uso dei sottomarini e questo venne venduto al Belgio.
- L'Asteroide 2828 Iku-Turso prende nome dal mitico mostro marino.
- Una band heavy metal finlandese, i Turisas ha scelto il proprio nome in onore del mostro.
- Iku-Turso è un personaggio della storia Disney di Don Rosa Paperino alla ricerca di Kalevala.
- Cthulhu, la creatura inventata da Howard Phillips Lovecraft ha interessanti somiglianze con il personaggio di Iku-Turso.
- Iku-Turso è un raro mensile di Habbo Hotel uscito in catalogo per febbraio 2009, con l'aspetto di un polpo gigante che tiene un tesoro tra i tentacoli.